# Santiago Salvador Franch
Santiago Salvador Franch est un anarchiste espagnol né en 1864 à Alcorisa et mort exécuté le 21 novembre 1894 à Barcelone. Le 7 novembre 1893, il lance deux engins explosifs dans le grand théâtre du Liceu, faisant une vingtaine de morts.